# COMDEX
COMDEX（コムデックス、Computer Dealer's Exhibition）は、1979年から2003年まで毎年11月、ラスベガスで開催されていたコンピュータ関連の展示会。2010年に復活し、現在は仮想空間での展示会という形式を取っている。
当時はCeBITに次ぐ世界第二位の規模のコンピュータ見本市であり、他の業界を含めても最大級の見本市であった。1979年の1回目のCOMDEXは MGM グランドホテルで開催され、展示側は167社、参加者は3904人であった。1981年には、ニューヨークで初の COMDEX/Spring も開催された。

## 拡大と衰退
本来、コンピュータ業界関係者だけの展示会だったが、COMDEX はあらゆるコンピュータ関連業者（本体メーカー、周辺機器メーカー、ソフトウェア、アクセサリなど）が集まり、商談のきっかけとなる場になった。
COMDEX が見本市として拡大するにつれ、様々な新製品の発表が行われる場となっていった。世界中から多数の小さな企業がCOMDEXで名を上げるために集まり、業界のリーダーたちは基調講演をする栄誉を得ようとした。基調講演が特定製品の宣伝に使われた例は少なく、多くの場合はコンピュータ業界の動向・歴史・トレンド・未来などが論じられた。Linuxの商業的認知が拡大したのは、1999年の基調講演をリーナス・トーバルズが行ってからとも言われている。
1980年代後半、COMDEX は業界関係者以外にも公開され、参加者数は爆発的に増大した。しかし、同時にそれによってCOMDEXの影響力は希釈され、業界関係者が必ず行くイベントという意味も薄れていった。小売業者やコンサルタントは、新製品に飛びつく顧客が COMDEX で製品を買い、そのサポートを彼らに期待することを不満に思っていた。
同時に、出展企業が増えたことで、出展費用も増大した。あまりにも人が集まるため、近くのホテルは一年前でも予約が困難となり、かつ高額な宿泊料となった。ホテル側は高額な宿泊費を、COMDEX参加者がほとんどカジノで金を使わないためであるとした。
1981年春にニューヨークで COMDEX/Spring が開催され、1982年にはアトランティックシティで開催された。その後1983年から1988年まではアトランタで開催され、その後はアトランタとシカゴでほぼ交互に開催されることとなった（ただし、アトランタオリンピックのころには2年連続でシカゴで開催された）。COMDEX/Spring の最後の開催は、2003年4月、シカゴでの開催であった。

## 終わりと今後の展望
1999年の開催後、主催者は一部の業界紙を除いて、メディア関係者の入場を制限するという方針転換を行った。一般入場者としては入場可能だったが、世界中のメディア関係者がこの方針に不満を持つこととなった。単に一般入場者として見るだけでは高額な出張費用に見合わないため、多くのメディアはCOMDEXの取材をせず、COMDEXでの新製品発表を無視するだろうと各ベンダーに通知した。
アメリカでは CES の重要性が大きくなり、ベンダーの多くも CES の方が費用効果が高いと判断するようになった。2000年、IBM、Apple Computer、コンパック（現在はヒューレット・パッカードの一部）といった主要企業が今後の COMDEX への参加を見合わせることを決定した。
COMDEX 2001 はロサンゼルスの Key3Media Group Inc. が主催したが、同社は入場者数が前年実績の20万人から15万人に減ると予測した。また、出展者は2350から2000に減ると予測し、必要な会場面積も25%減るとした。
2004年6月、COMDEXは公式に2004年のラスベガスでの開催を中止することを発表した。2005年と2006年の開催もキャンセルされ、一時完全に消滅状態となった。
COMDEX は当初 The Interface Group が主催し、創業者のシェルドン・アデルソンによって1995年にソフトバンクに売却された。2001年、ソフトバンクはジフデービスからスピンアウトした Key3Media に売却した。Key3Media の株価は暴落し、ニューヨーク証券取引所での扱いも2002年7月で廃止とされ、2003年2月には倒産している。以前から同社に投資していた Thomas Weisel Capital Partners はさらに資金を投じ、Medialive International として再生させた。2006年11月、フォーブス誌によれば、MediaLive International のイベント部門は United Business Media（UBM）が買い取った。
COMDEX のウェブサイトはCMPテクノロジーが運営している（Information Week などの業界紙を出版する企業）。CMPによれば、コンピュータ業界関係者3500人へのアンケート（2004年）で、75%の人が分野別の小さな見本市よりも大きな見本市があったほうがいいと答えたという。また、88%がそのような見本市で商談を成立させたいと答え、また、開催地としてはラスベガスが好ましいと答えたという。70%以上の人が COMDEX がベンダー同士が会い、製品を見る最も効果的な方法だったと答えた。
その後2010年に、UBMが新たにCOMDEXを仮想空間でのコンベンションイベントとして復活させる方針を明らかにした。『COMDEXvirtual』と名付けられた新イベントは同年11月に第1回が開催され、以後毎年11月に開催されている。